# Adam Nahlik
Adam Nahlik (ur. 19 lipca 1929 w Grzędzie, zm. 26 marca 1980) – polski archeolog, dyrektor Centralnego Muzeum Włókiennictwa w Łodzi w latach 1976–1980.

## Życiorys
Nahlik po II wojnie światowej zamieszkał w Łodzi, tam w 1949 zdał maturę w Państwowej Szkole Techniczno-Przemysłowej i uzyskał dyplom technika włókiennika. W latach 1949–1953 studiował w Państwowej Wyższej Szkole Sztuk Plastycznych i uzyskał dyplom artysty plastyka w zakresie włókiennictwa ze specjalnością tkactwo dekoracyjne. W trakcie studiów podjął pracę asystenta w Dziale Tkactwa Muzeum Sztuki.
Rozpoczął wówczas we współpracę z Janiną Kamińską, która prowadziła badania nad wczesnośredniowiecznym włókiennictwem gdańskim, zajmował się analizami technologicznymi tkanin, prowadząc pionierskie w Polsce badania nad tkaninami archeologicznymi, a także współpracował z Władysławem Filipowiakiem, opracowując odkryte na Wolinie tekstylia. Ponadto zajmował się opracowywaniem zbiorów tkanin z cmentarzyska z okresu rzymskiego w Szwajcarii, na Suwalszczyźnie, pruskiego cmentarzyska z XIII–XIV w. z Równiny Dolnej, a także tkaninami ze wczesnośredniowiecznego Opola. Ponadto zajmował się opracowaniem zbiorów tkanin z X–XV w., odkrytych przez rosyjskich archeologów w Nowogrodzie Wielkim.
W 1962 Nahlik obronił pracę doktorską pod kierunkiem A. Nadolskiego na Wydziale Filozoficzno-Historycznym Uniwersytetu Łódzkiego w oparciu o tkaniny z Nowogrodu. W 1967 został wicedyrektorem Centralnego Muzeum Włókiennictwa w Łodzi, w 1976 zaś dyrektorem – funkcję tę pełnił do śmierci w wyniku choroby w 1980. Nahlik przygotowywał pracę habilitacyjną, której nie ukończył przed śmiercią.
Nahlik był członkiem jury na Międzynarodowym Triennale Tkaniny.
Pochowany na cmentarzu rzymskokatolickmi Matki Boskiej Nieustającej Pomocy w Łodzi.

## Odznaczenia
- Złoty Krzyż Zasługi,
- Medal 30-lecia Polski Ludowej,
- Honorowa Odznaka Miasta Łodzi,
- Odznaka „Zasłużony Działacz Kultury”[2].

## Wybrane publikacje
- J. Kamińska, A. Nahlik, Włókiennictwo gdańskie w X-XIII w., Łódź 1958,
- A. Nahlik, Tkaniny wykopaliskowe z wczesnośredniowiecznego Wolina, „Materiały Zachodnio-Pomorskie”, t. 5, 1959,
- A. Nahlik, Szczątki tkanin odkryte w grobie „książęcym” w miejscowości Szwajcaria, pow. Suwałki, „Wiadomości Archeologiczne”, t. 25, 1958,
- A. Nahlik, W sprawie rozwoju krosna tkackiego, „Kwartalnik Historii Kultury Materialnej”, R. 6, 1956, nr 3,
- A. Nahlik, Tkaniny wełniane importowane i miejscowe Nowogrodu Wielkiego X-XV wieku, Wrocław-Warszawa-Kraków 1964,
- A. Nahlik, Tkaniny wsi wschodnioeuropejskiej X-XIII w., Łódź 1965,
- A. Nahlik, Opracowanie tkanin wykopaliskowych z cmentarzyska w Gródku nad Bugiem, maszynopis w archiwum IAE PAN,
- A. Nahlik, Zarys historii jedwabnej tkaniny dekoracyjnej do końca XVIII w., Toruń 1971[1].